# Љубица Ћоровић
Љубица М. Ћоровић (Београд, 22. јун 1963) професор је књижевности, магистар филолошких наука, библиотекар саветник у Одељењу старе и ретке књиге и књиге о Београду Посебних фондова Библиотеке града Београда.

## Образовање и библиотечки рад
Љубица Ћоровић је у Београду завршила XIII београдску гимназију 1981. године, а дипломирала је на Филолошком факултету Универзитета у Београду 1986, на групи за Југословенске и општу књижевност, одбранивши рад из предмета Српска књижевност XX века: „Надреализам и хумор“. На истој високошколској установи 1993. године одбранила је магистарску тезу: „Мотив Београда у српској књижевности до појаве Вука Караџића.“
У Институту за књижевност и уметност у Београду радила је 1986/88. као постдипломац на пројекту Српска књижевна периодика епохе реализма.  Од 1988. године запослена је у Библиотеци града Београда.
Поред истраживања монографске, периодичне, музејске и архивске грађе о Београду, учествовла је и у многим пројектима Библиотеке града Београда: Грађа за библиографију југословенске и стране књиге о Београду, Улице и тргови Београда; приређивању репринт издања едиције Србија и јужнословенско питање. Помоћник је директора Библиотеке града Београда и шеф Завичајног одељења 2002/2003. Стручно звање Библиотекар саветник стекла је 2003. године.
Члан је Радне групе за израду Смерница за формирање, вођење и развој завичајних збирки у јавним библиотекама формиране на основу закључака Управног одбора Заједнице матичних библиотека Србије од 07. 09. 2010. године.
Од 2014. године је члан Организационог одбора манифестације Дани европске Баштине.

## Ауторка, приређивач и уредник монографија посвећених београдским темама
- Ćorović, Ljubica (1995). Beograd: od despota Stefana do Dositeja. Beograd: Književno Društvo Sveti Sava. ISBN 86-82309-25-4.
- Ćorović, Ljubica (2001). Vodič kroz Beograd. Kreativni centar. ISBN 978-86-7781-057-3.
- Ćorović, Ljubica (2002). Biblioteka grada Beograda: 1931-2002. Biblioteka grada Beograda.
- Ćorović, Ljubica (2004). Belgrade Tourist Guide. Kreativni centar. ISBN 978-86-7781-242-3.
- Грађа за библиографију југословенске и стране књиге о Београду: из књижног фонда Библиотеке града Београда Књ. II,. ISBN 86-7191-048-2. Стојановић, Никола Л. и др. Уредник и писац предговора Љубица Ћоровић, Београд: Библиотека града Београда, 2003.
- Библиотека Милутин Бојић = Library Milutin Bojić. ISBN 86-905439-0-2. Спољашња веза у |title= (помоћ). Београд: Библиотека „Милутин Бојић“, 2004.
- Стојановић, Никола Л. и др. Улице и тргови Београда I: А–М. Уредник и приређивач, писац предговора Љубица М. Ћоровић, Београд: Библиотека града Београда, . Предговор. 2004. ISBN 86-7191-066-0., 5–8.
- Стојановић, Никола Л. и др. Улице и тргови Београда II, Н–Ш. Уредник и приређивач Љубица М. Ћоровић, Београд: Библиотека града Београда, . Улице и тргови Београда [Попис улица и тргова обухваћених овим издањем] 839–866; Ранији називи улица и тргова Београда 867–908; Регистар личних имена 909–976; Хронологија именовања београдских улица. 2005. ISBN 86-7191-069-5. 977–985.
- 75 година Библиотеке града Београда. ISBN 86-7191-076-8.. Уредник Љубица Ћоровић и др., Београд: Библиотека града Београда, 2005.
- Споменица двадесетпетогодишњице Друштва за улепшавање Врачара: 1884–1909. ISBN 86-7191-093-8. Уредник, приређивач и писац предговора Љубица М. Ћоровић. Београд: Библиотека града Београда, 2006. Репринт издања из 1909. године.
- Живот царског генерала и славног инжењера господина барона Доксата де Мореза погубљеног 20. марта 1738. у Београду уз опис појединих дешавања у тадашњем рату против Турака. Уредник и приређивач, писац предговора Љубица М. Ћоровић, Београд: Библиотека града Београда, . (Библиотека Баштина. 2006. ISBN 86-7191-085-7.; коло 1, књ. 4) Предговор V–XIII. Фототипско изд. из 1757. године. , 2. издање 2007; 3. издање 2010.
- Touristenführer durch Belgrad. Belgrad: Kreativni centar. ISBN 978-86-7781-535-6., 2007.
- Предић, Урош. Сликарево перо: писма Уроша Предића. Уредник и приређивач Љубица М. Ћоровић, Београд: Библиотека града Београда, . (Едиција Прилози историји београдског библиотекарства). Уз ово издање, 7; О извору текста, 281–283; Одабрана библиографија др Ненада Симића, 283–286; Речник мање познатих речи и израза,  289–293; Регистар. 2007. ISBN 978-86-7191-133-7.
- Изложба књига, мапа и портрета XIX века посвећена двестотој годишњици освојења Београда. ISBN 86-7191-109-8., 10–19. јануар 2007, Београд: Библиотека града Београда, 2006.
- [http://www.bgb.rs/download/BGB-Beograd%20nad%20Dunavom-katalog-web.pdf Београд над Дунавом [Картографска грађа]: према европским картографским изворима XVI–XIX века = Belgrade above the Danube : According European Cartograph Sources Between XVI and XIX Century.] Архивирано на веб-сајту  (3. јун 2020) Уредник, приређивач и писац предговора Љубица Ћоровић, Београд: Библиотека града Београда, 2008. ISBN 978-86-7191-139-9. Спољашња веза у |title= (помоћ)Предговор, III–V. Библиографија, 65.
- Београд у деветнаестом веку: Из дела страних писаца. Уредник другог издања и писац предговора Љубица М. Ћоровић. Београд: Библиотека града Београда, . (Едиција Прилози историји београдског библиотекарства. 2008. ISBN 978-86-7191-153-5.).
- Софронијевић, Мира. Даривале су своме отечеству: Племените жене Србије. ISBN 978-86-7191-172-6. Уредник Љубица М. Ћоровић. Београд: Библиотека града Београда, 2009.
- Отмени град: Грихишвајсенбург, Алба Грека или Београд. Уредник, приређивач и писац предговора Љубица М. Ћоровић, Београд: Библиотека града Београда, . (Библиотека Баштина; коло 1, књ. 5) Неколико речи радозналом читаоцу три века доцније, V–XI; Објашњења уз старије географске називе, појмове и имена личности, 95–136; Библиографија, 137; Одабрана литература. 2010. ISBN 978-86-7191-194-8., 138–139. Фототипско издање из 1690. године.
- Илустрована историја Библиотеке града Београда. Београд: Библиотека града Београда, . (Едиција: Прилози историји београдског библиотекарства. 2011. ISBN 978-86-7191-204-4.).
- Драгоцености Библиотеке града Београда : физичка заштита старе и ретке  библиотечке грађе. ISBN 978-86-7191-292-1.. Београд : Библиотека града Београда, 2017.
- Кључеви Белог града: Београд 1867. године = Keys to the White City: Belgrade 1867. Аутори изложбе и каталога Љубица Ћоровић и Владимир Томић. Београд: ЈП „Београдска Тврђава“, 2017.

- Отмени град, Грихишвајсенбург, Алба Грека или Београд
- Водич кроз Београд
- Водич кроз Београд на немачком језику
- Водич кроз Београд на енглеком језику
- Кључеви Белог града, Београд 1867. године
- Живот царског генерала и славног инжењера господина барона Доксата де Мореза
- Монографија Драгоцености Библиотеке града Београда
- Београд од деспота Стефана до Доситеја

## Ауторка стручних радова у зборницима
- „Српски устанак као тема популарне литературе – прве књиге штампане у слободном Београду“, у: Рађање модерне српске културе. ISBN 86-7549-491-2.: Зборник радова. – Београд: Службени гласник, Завод за проучавање културног развитка, 2006. 79–82.
- „Дурмиторски крај на старим картама“, у: На извору Вукова језика: Зборник радова са VII научног скупа Жабљак, 30–31. јул 2012. Подгорица: Фондација Вукове задужбине Жабљак-Шавник-Плужине, 2013. 219−236.  299371015
- „Чланови династије Обреновић у књигама, на фотографијама и као аутори рукописа које чува Библиотека града Београда“, у: Обреновићи у музејским и другим збиркама Србије и Европе III / [уредници Александар Марушић, Ана Боловић], Горњи Милановац: Музеј рудничко-таковског краја',. ISBN 978-86-82877-65-3.' 2015. 187–218.
- „Српске песникиње на првој линији. Јелена Јела Кујунџић и Милица Стојадиновић Српкиња на попришту турског бомбардовања Београда 1862. године“, у: Српске песникиње : Зборник радова, Вишеград : Андрићев институт, 2018. 161−170.  524785045
- „Стара штампана књига у Библиотеци града Београда (XVI−XVIII век): прикупљање, чување и физичка заштита“, у: Рукописна и стара штампана књига. ISBN 978-86-80061-59-7.: зборник радова. Стручно-научни скуп БИБЛИОНЕТ (12; Нови Сад; 2018), Београд : Заједница матичних библиотека Србије; Нови Сад : Библиотека Матице српске, 2018. 163−170.
- „Гордана Ђилас, добитник награде „Душан Панковић“, у: Сусрети библиографа у спомен на др Георгија Михаиловића : (Зборник радова са научног састанка одржаног 9. новембра 2018), Инђија : Народна библиотека „Др Ђорђе Натошевић“, 2019. 11−62.  19514633

## Значајнији стручни радови у периодици
- „Хумор надреалиста“, Овдје XX, бр. 229 (јун 1988), 12–13.ISSN 0475-1159
- „Полемике и памфлети у устаничком Београду“, Новине Београдског читалишта IV, бр. 12 (март 1994), 22–23.
- „Новине Београдског читалишта: Библиографија: Године I–IV (1991–1994), бројеви 1–15“, Новине Београдског читалишта IV, бр. 16 (X 1994), [1]–[20] ненумерисан додатак. ISSN 0354-2041
- „Београд у Бијесном Роланду Лодовика Ариоста“, Књижевне новине XLVII, бр. 931/932 (1–15. 06. 1996), 4.   ISSN 0023-24160 Parameter error in {{issn}}: Invalid ISSN..
- „Ljubica Marković: počeci feminizma kod nas“, Pro Femina II, br. 8 (jesen 1996), 202–203. [Rubrika: Portret prethodnice, 202–214). ISSN 0354-5954
- „Draga Dimitrijević Dejanović“, Pro Femina IV, br. 13–14 (proleće-leto 1998), 157–159. [Rubrika: Portret prethodnice, 156–184). ISSN 0354-5954.
- „Подне“, У: Београд, град тајни [часопис – монографија], Београд: Ведута, . [Лепа Србија: часопис за гео-поетику, истраживање традиције и културу живљења. 2004. ISBN 86-84717-03-1. (2003), бр. 2–5, II / 74–84].
- „Савремена популарна литература о Првом српском устанку: Повест прве књиге штампане у ослобођеној Србији“ Књижевни лист. Год. III, бр. 18 (1. фебруар 2004), стр. 15. ISSN 1451-2122.
- „Улице и тргови Београда“, Новине Београдског читалишта (Нова серија) I, бр. 2–4 (октобар – децембар 2005), 8–9. ISSN 0354-2041.
- „Мој Београд“, Књижевни магазин 6, бр. 58 (2006), 48–49. ISSN 1451-0421.
- „Библиографија [бројева 1–90]“, Писмо: Часопис за светску књижевност XXIII, бр. 91 (јесен 2007), 3–127.  ISSN 0352-6860.
- „Улица Шчербинова“, Новине Београдског читалишта (Нова серија) III, бр. 20–21 (2007), 7. ISSN 0354-2041
- „Београд на Дунаву“, Новине Београдског читалишта (Нова серија) III, бр. 26–28 (2007), 6–7. ISSN 0354-2041
- „„Картографска збирка Аћимовић у Библиотеци града Београда – модели презентације” (PDF). 2010. ISSN 0353-7595. Архивирано из оригинала (PDF) 11. 07. 2020. г. Приступљено 30. 03. 2021.“ Глас библиотеке 16 , 49–62.
- „Службени листови у Краљевини Југославији – Београдске општинске новине“, Свеске за историју Новог Сада 15 (2014), 42–48. Стручни скуп и изложба: Службене новине у јавном и приватном животу. Службени лист Дунавске бановине (1931–1941), Зграда Скупштине АП Војводине, 11. октобар 2011.  ISSN 0354-8619.
- Ćorović, Ljubica, Vesna Vuksan and Adam Sofronijević, „Virtual Exhibition As a Medium for Presenting Scientific and Cultural Heritage to International Audiences: Đorđe Stanojević – a Rector Who Lit up Belgrade“, Review of the National Center for Digitization 26, Faculty of Mathematics, Belgrade 2015. ISSN 1820-0109
- Драгосавац, Бранка и Љубица Ћоровић, „Мала сêла или storytelling у повоју: програм за децу јавне библиотеке у Београду између два светска рата“, Читалиште : научни часопис за теорију и праксу библиотекарства 36 (2020), 2−12. ISSN 2217-5555
- У служби познавања културно-историјског развитка српске престонице − од „Завода за углед“ до Завичајног одељења Библиотеке града Београда, Глас библиотеке : часопис за савремено библиотекарство. − Бр. 26 (2020), стр. 89−101. ISSN 0353-7595

## Ауторка јединица сликовне грађе
- У ходу кроз време:Календар монографија 2010. ISBN 978-86-7191-190-0. [Сликовна грађа], Београд: Библиотека града Београда, [2009].
- Осамдесет година са вама: Календар монографија 2011. ISBN 978-86-7191-205-1. [Сликовна грађа], Београд: Библиотека града Београда, [2010].
- Старе карте Београда. ISBN 978-86-7191-260-0. [Сликовна грађа], Београд: Библиотека града Београда, [2012].
- Дописне карте Београда. ISBN 978-86-7191-260-0. [Сликовна грађа], Београд: Библиотека града Београда, [2014].
- 85 година [Библиотеке града Београда]. ISBN 978-86-7191-271-6. [Сликовна грађа], Београд: Библиотека града Београда, [2015].
- Драгоцености Библиотеке града Београда. 2018. ISBN 978-86-7191-293-8.. [Сликовна грађа], Београд: Библиотека града Београда [2017].

## Стручни рецензент монографија
- Томић, Владимир. Брег за размишљање: Београд на гравирама XVI–XIX века. ISBN 978-86-80619-81-1., Београд: Музеј града Београда, 2012.
- Рељић, Јелица прир., Јован Скерлић: 1877–1914: у фондовима и збиркама Архива Србије. ISBN 978-86-81511-69-5., Београд: Архив Србије, 2014.
- Šarenac, Danilo and Vladimir Tomić. A City Surprised: Belgrade in the Great War 1914−1915. Belgrade: Belgrade City Museum: Institute for Contemporary History, 2015.  978-86-6433-007-7
- Шаренац, Данило и Владимир Томић. Затечени град: Београд у Великом рату 1914–1915. године. ISBN 978-86-6433-004-6., Београд: Музеј града Београда: Институт за савремену историју, 2015.
- Vukelić, Dejan, Jelena Perać and Vladimir Tomić. The Old Konak : Belgrade's Forgotten Residence. Belgrade : Belgrade City Museum : Museum of Applied Art, 2019. ISBN - 978-86-6433-029-9
- Вукелић, Дејан, Јелена Пераћ и Владимир Томић. Стари конак : заборављени београдски двор. 2019. ISBN 978-86-6433-025-1.. Београд : Музеј града Београда : Музеј примењене уметности,

## Награде
- Награда Марија Илић Агапова најбољем библиотекару Београда 2008.
- Захвалница Музеја града Београда 2010. за изванредну сарадњу и значајан допринос раду и развоју Музеја.
- Захвалница за популаризацију наслеђа у оквиру манифестације „Дани европске баштине“ у Београду 2014.
- Захвалница Радио-телевизије Србије, Првог програма Радио Београда, поводом 50. годишњице емисије „Код два бела голуба“ за дугогодишњу сарадњу и заједнички рад на представљању и очувању културне, научне, историјске и укупне уметничке баштине... (2018)